# Szabadság-szobor (Arad)
Az aradi Szabadság-szobor Zala György alkotása, amelyet 1890-ben avattak fel Aradon az aradi vértanúk emlékére.

## Története

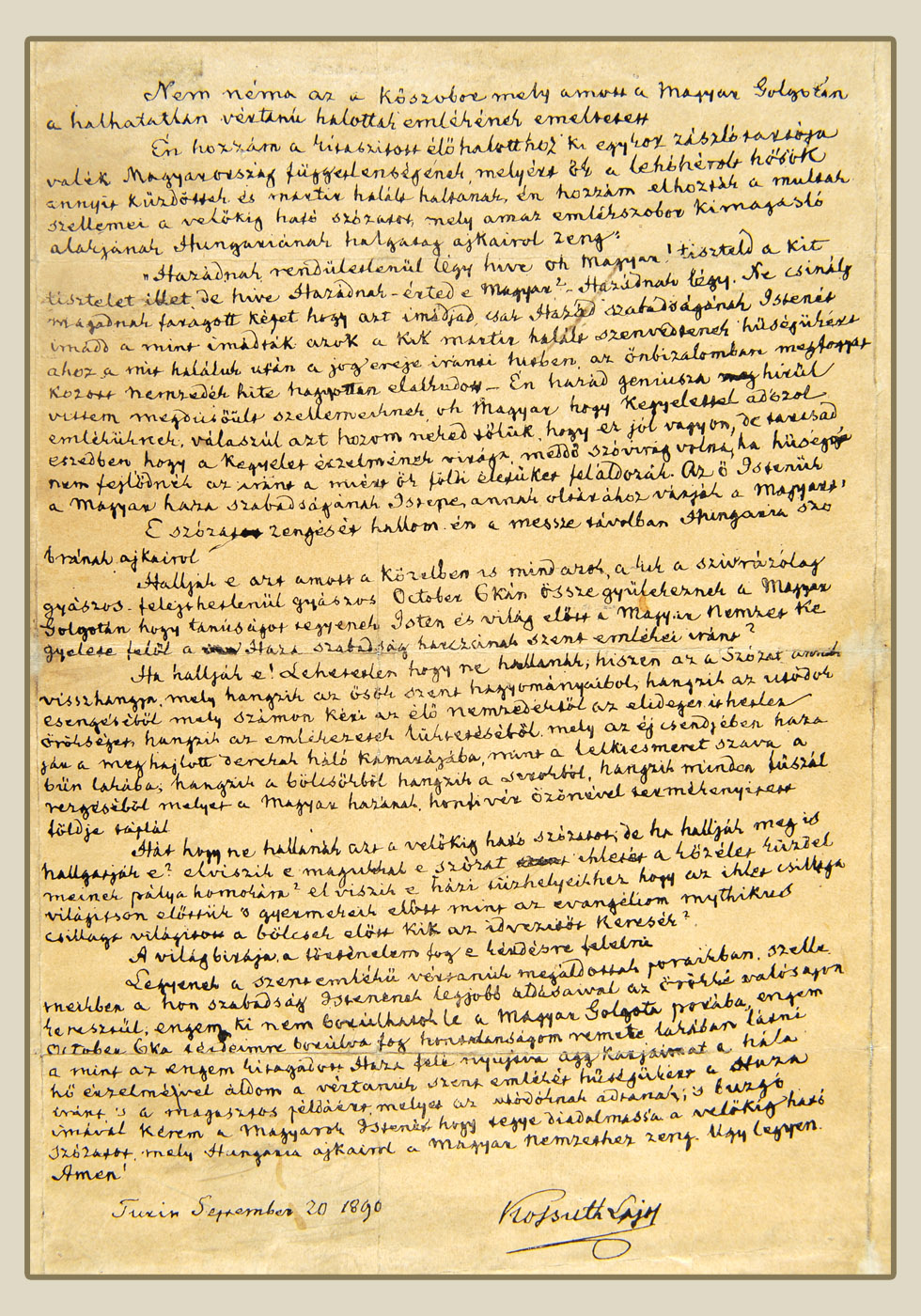
Kossuth Lajos beszédének kézirata, amelyet az 1890. október 6-i avatóünnepségre írt

### Előzmények
Az aradi Alföld című napilapban 1867. június 16-án, egy héttel I. Ferenc József megkoronázása után, megjelent egy felhívás emlékoszlop felállítására. A felhívás megfogalmazója Tiszti Lajos lapszerkesztő volt. 1871-ben az Aradi Honvédegylet felállított egy terméskőből készült emlékoszlopot a vár alatti zsigmondházi mezőn, a kivégzés helyszínén. 1873-ban szintén az Aradi Honvédegylet állíttatta fel a város sétaterén Aradi Zsigmond alkotását, amelyet az 1849-ben elesett hősök síremlékének szántak. 1874-ben a vesztőhelyi emlékoszlopot megmagasították egy gúla alakú oszloppal.
1878-ban Haeffner Ernő, Győr főszámvevője kezdeményezte egy, az aradi vértanúk kivégzésének helyén felállítandó emlékmű megépítését, valamint október 6. nemzeti gyásznappá nyilvánítását. 1881-ben közadakozásból az emlékoszlopot egy obeliszkre cserélték; ez Budapesten Jablonszky Vince műtermében készült. Az obeliszk alapjában a vértanúk földi maradványait őrizte.

### Huszár Adolf terve
1867-ben Arad város létrehozta a szoborbizottságot. A szobor felállítására magánszemélyek és különböző egyesületek adakoztak. 1877-ben pályázatot írtak ki az elkészítendő emlékműre. A zsűri Huszár Adolf tervének ítélte az első díjat. A város 1883-ban kötött szerződést a művésszel, az alkotásnak 1888-ra kellett elkészülnie. A terv nem valósult meg, mert a szobrász 1885. január 21-én elhunyt.
A terv szerint a talapzatra került volna a tizenhárom vértanú arcképe. A szoborcsoport központi alakja a Haza, körülötte a Szabadság, Áldozatkészség, Erő és a Küzdelem végkatasztrófája allegóriái álltak volna.
A talapzat ezen alsó részén 4 csoport foglal helyet. Elől a Szabadság, a kor szellemének szövétneke világításánál fölébredve, ellenállhatlanul szerte töri békóit s kardot fog jobbjába a küzdelemre készen. Balra az Áldozatkészség, mint a magyar nők 48-ban is tették, leoldja karpereczét, nyaklánczát, minden ékességét s örömmel teszi le a haza oltárára, fölötte az ország czimere van elhelyezve. Jobbra az Erő alakja ül nyugodtan, hatalma öntudatában tekint maga elé, fölötte Arad czimere. Hátul a Küzdelem végkatasztrófáját látjuk; a harczos halálosan találva rogyik össze, kezében a zászló, melyet soha el nem hagy, a Szabadság, melyért küzdött, át fogja őt és siratja a végzetet, melynek folytán a hős más áldozatot többé, mint élete vérét, nem nyújthatott neki.

### Zala György munkája

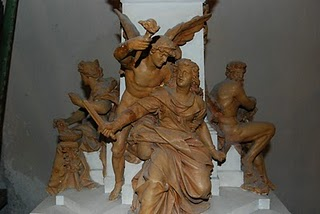
A Szabadság-szobor terve az aradi Ereklye múzeumban

Huszár Adolf halála után Arad városa az Országos Magyar Képzőművészeti Társulattól kért tanácsot, hogy kire bízzák az emlékmű befejezését. A testület egyöntetűen a fiatal Zala Györgyöt javasolta, így a város vele újította meg az eredeti szerződést.
Zala 1885. október 6-án, a vértanúk halálának napján kezdte el a munkát. Az eredeti tervektől eltérve, saját művészi alkotásává formálta a szobrot. Először az Ébredő szabadság alakja készült el 1886 tavaszán, ezt a Harckészség és az Áldozatkészség követte 1887 nyarán. A végére maradt a Haldokló harcos, illetve a csoport főalakja, a Hungária.

### Felavatása

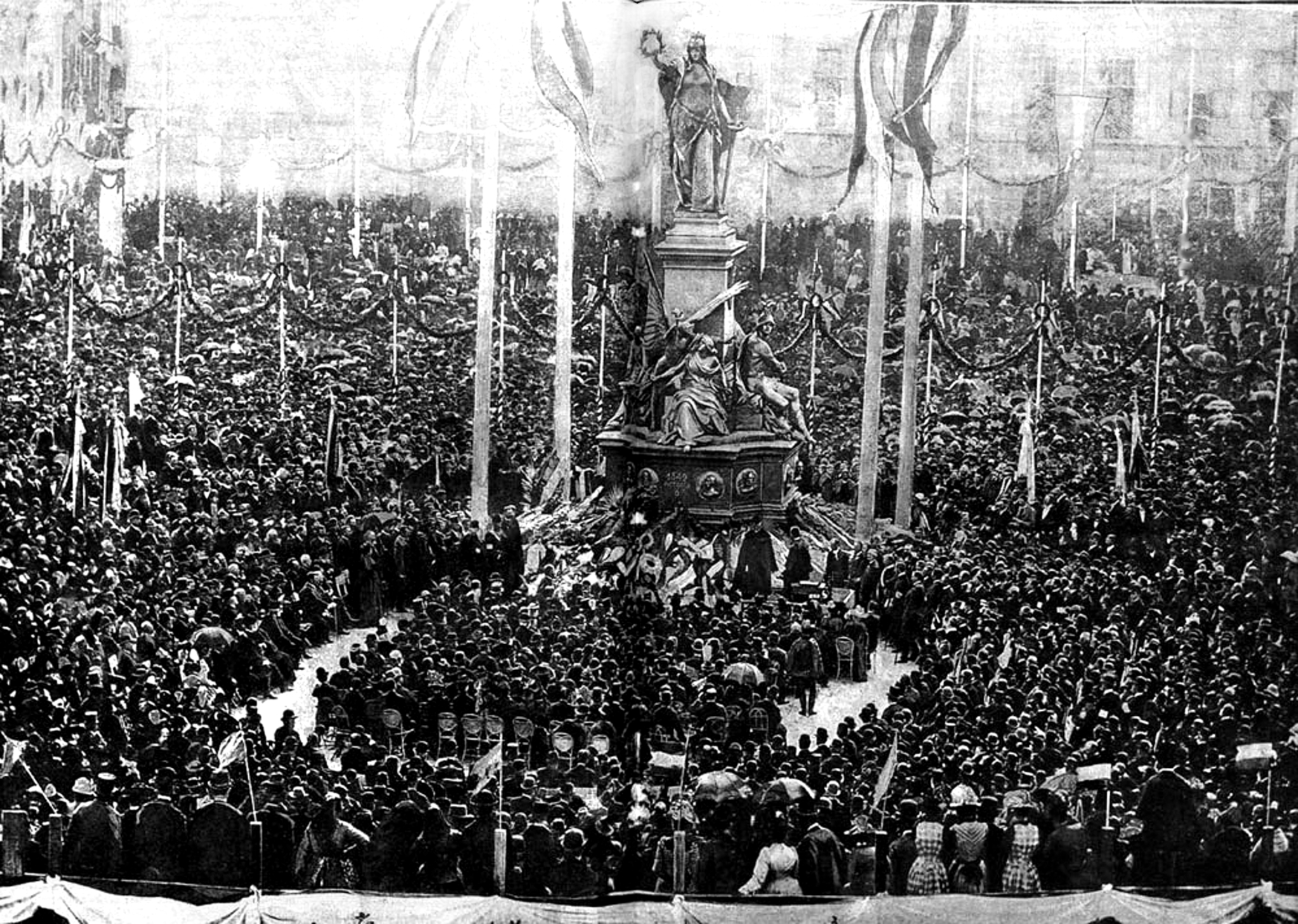
Az aradi vértanúk emlékművének avatása 1890. október 6-án. (A Vasárnapi Ujság helyszíni beszámolójának fotója)

A szobor ünnepélyes felavatására 1890. október 6-án került sor a Szabadság téren (ma Avram Iancu tér). Az ünnepélyen részt vettek a vértanúk családtagjai (Damjanich Jánosné, Schweidel tábornok lánya, Leiningen tábornok fia), illetve a szabadságharc tisztjei közül Klapka György.

### Az emlékmű utóélete

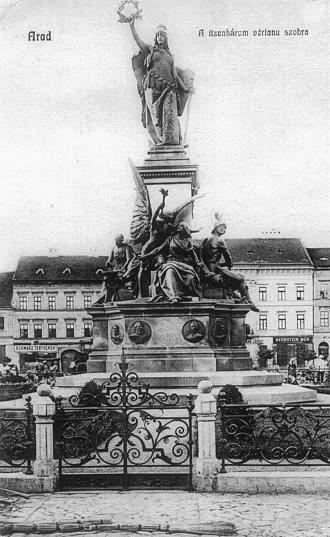
A szobor az eredeti helyén

Az első világháború után, Arad Romániához csatolásakor szinte azonnal felmerült a szobor lebontásának gondolata. 1923-ban a rongálások megakadályozása céljából bedeszkázták az emlékművet. 1925-ben a Ion I. C. Brătianu vezette kormány 1512/925 számú rendeletére eltávolították, utána különböző helyeken tárolták, legutoljára az aradi vár árkában őrizték.
1999. október 6-án a Magyarország és Románia között létrejött megegyezés alapján a Radu Vasile vezette kormány a Szabadság-szobrot a minorita rendház udvarára szállították. Itt kezdődött meg a restaurálás folyamata is.
2004-ben Adrian Năstase kormánya, több országgyűlési képviselő tiltakozása ellenére, jóváhagyta, hogy a szobrot ismét felállítsák a román–magyar megbékélésnek szentelendő emlékparkban az RMDSZ kezdeményezésére. A szobor leleplezése az új helyen 2004. április 25-én történt, román és magyar hivatalos személyek jelenlétében. Jelen volt Dávid Ibolya, a magyar országgyűlés akkori alelnöke,  „aki a legtöbbet tette azért, hogy a szobor újra álljon”. Az új helyszínen, a Tűzoltó téren, ami a „Megbékélés Park” (románul Parcul Reconcilierii) nevet kapta, egy 9 m magas győzelmi kapuval szemben áll, amely alatt Avram Iancu és más román felkelők állnak. A diadalív Ioan Bolborea bukaresti szobrász alkotása. A téren egy kis szökőkút is található.
2011. április 13-án lelopták a szoborról a diadémot, a tőrt és egy kardot. A feltételezett tettest elfogták, és ezután négy darab térfigyelő kamerát helyeztek el a téren, a szobor helyreállítását pedig megkezdték.
2015. február 14-én a műalkotást újabb rongálás érte: a tizenhárom vértanút ábrázoló bronz domborművek közül hatot a szoborcsoport déli és keleti oldalán festékszóróval román nemzeti színekre – pirosra, sárgára és kékre – színeztek, emellett a talapzatra fekete színű festékszóróval magyarokat gyalázó szöveget írtak. Gheorghe Falcă, a város polgármestere közleményben ítélte el a szoborgyalázást, és megengedhetetlen vandalizmusnak nevezte a történteket, amely a közösségi értékeket és a román nemzeti színeket is meggyalázza.

## A szobor

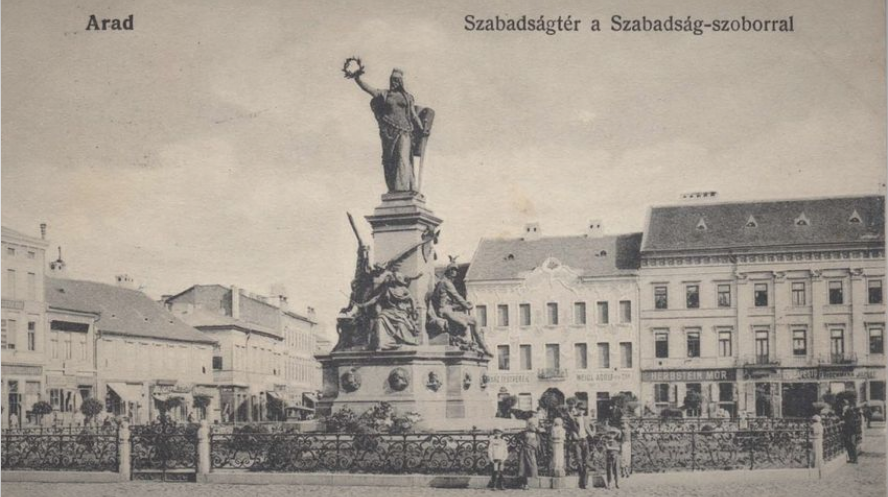
Magyar Szabadság szobor
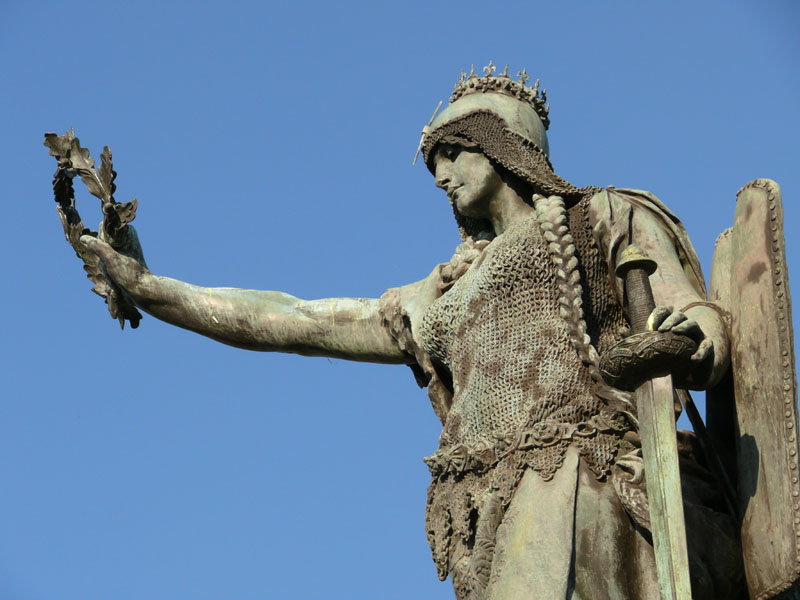
A főalak, Hungária
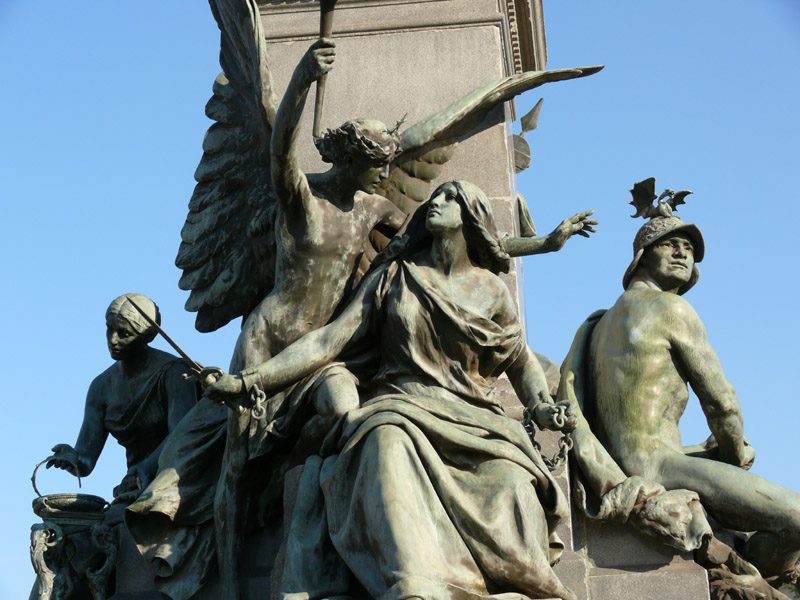
Az Ébredő szabadság csoport
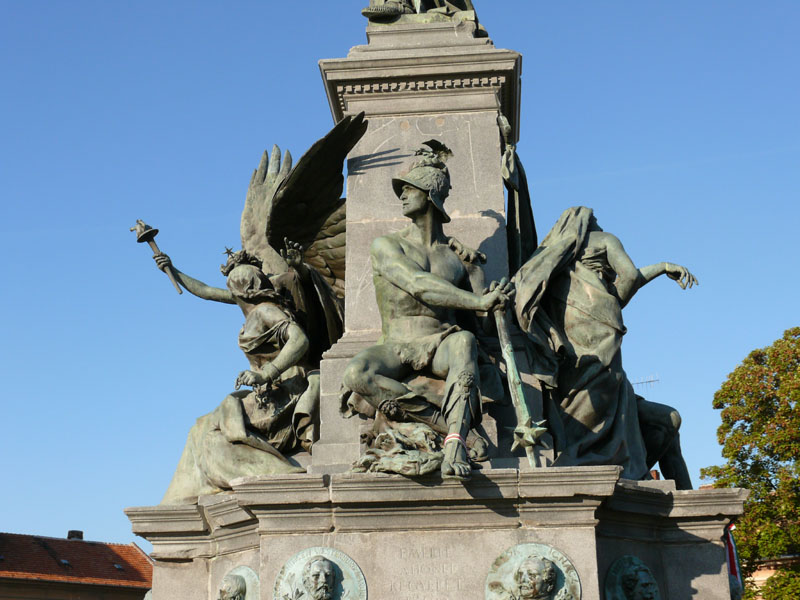
A Harckészség
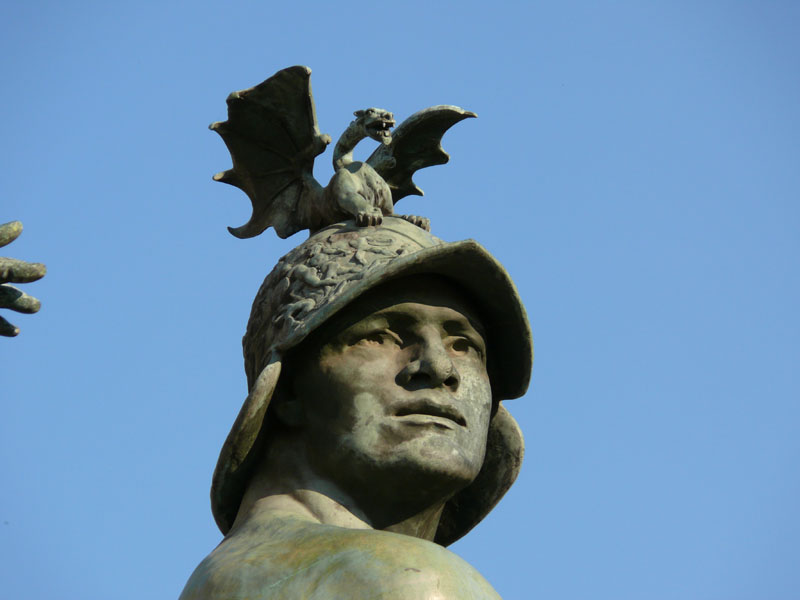
A Harckészség közelről
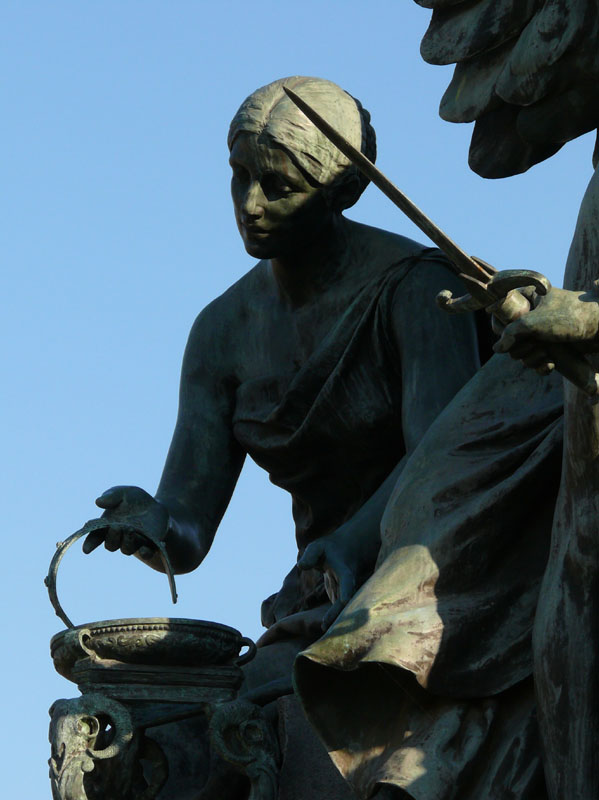
Az Áldozatkészség
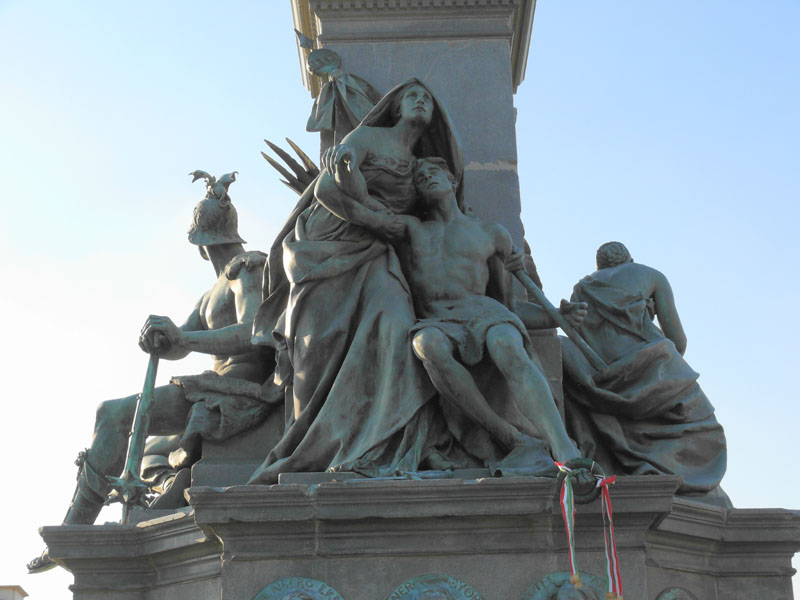
A Haldokló harcos csoport

### Domborművek

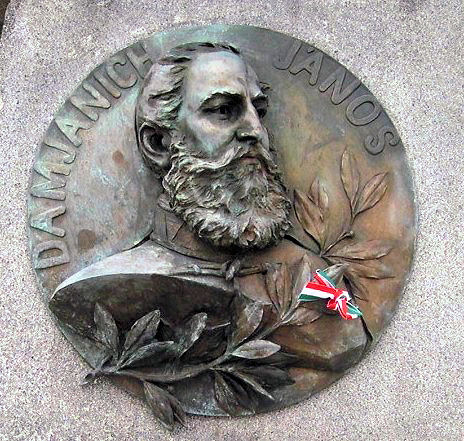
Damjanich János
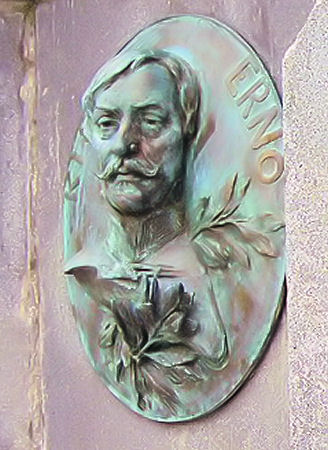
Kiss Ernő
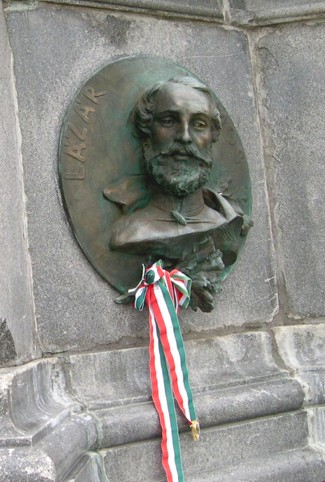
Lázár Vilmos
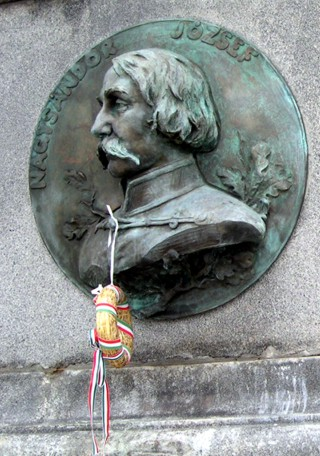
Nagysándor József